# Râul Fiherenana

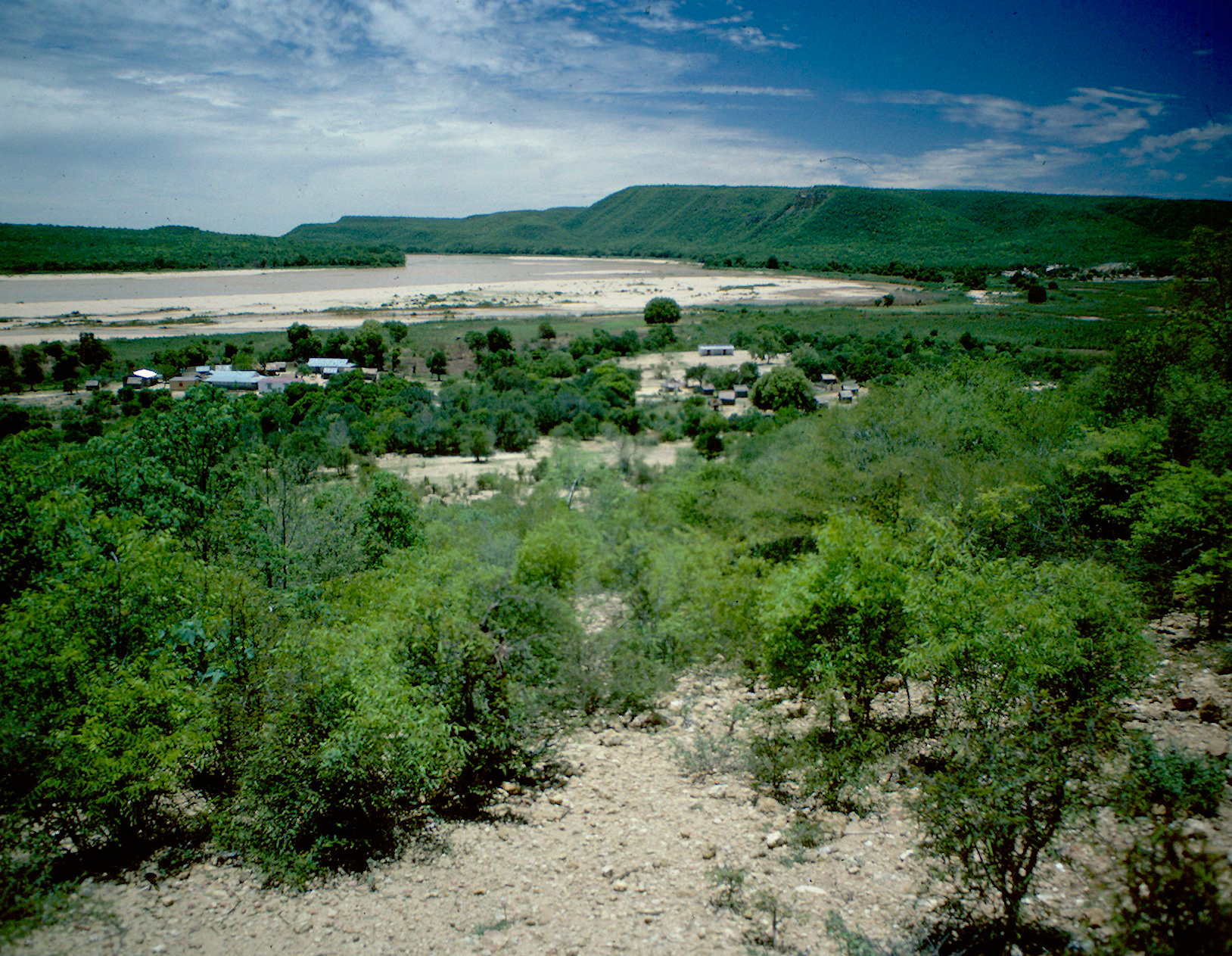
Râul Fiherenana

Fiherenana este un râu din regiunea Atsimo-Andrefana din sudul Madagascarului. Se varsă în Oceanul Indian la Tulear.
Din cauza unui tabu, pirogile nu sunt permise pe acest râu.